# Spoorlijn Bremen-Farge - Bremen-Vegesack
De spoorlijn Bremen-Farge - Bremen-Vegesack is een Duitse spoorlijn onder nummer 9145 in beheer van Veolia Transport.

## Geschiedenis
Het traject werd door de Farge-Vegesacker Eisenbahn GmbH in fases geopend.
- 31 december 1888: Farge - Grohn-Vegesack
- 1928: Grohn-Vegesack - Vegesack

## Treindiensten

### Farge-Vegesacker GmbH
De Farge-Vegesacker Eisenbahn GmbH werd in 1953 veranderd in Farge-Vegesacker Eisenbahn Aktiengesellschaft.

### NordWestBahn

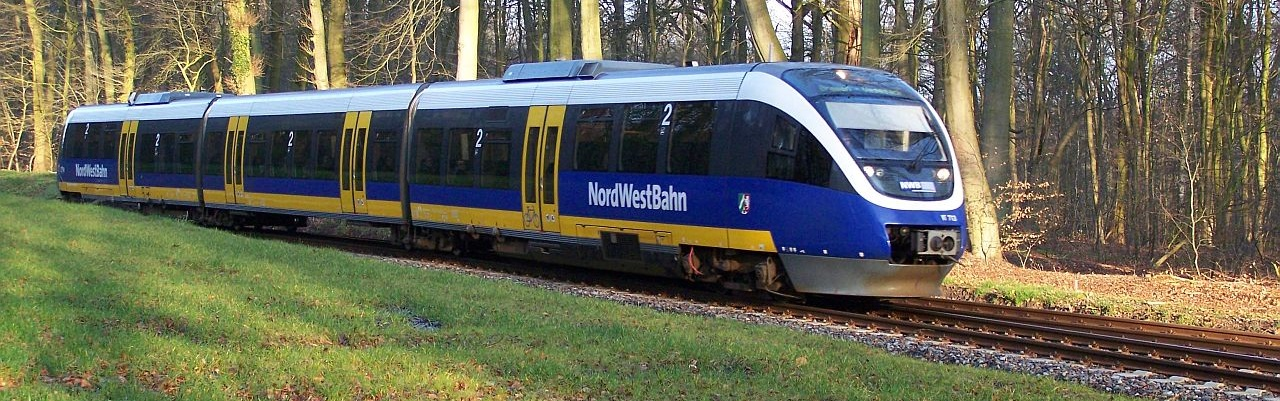
Talent treinstel gebruikt tussen 2007 en 2011.

De Farge-Vegesacker Eisenbahn AG werd in 1998 overgenomen door de Connex-Groep, tegenwoordig bekend als Veolia Transport. De treindienst werd ondergebracht bij de dochteronderneming NordWestBahn.
Het traject werd op 7 december 2007 gereactiveerd ten behoeve van de toekomstige S-Bahn van Bremen. De treindienst wordt uitgevoerd door de NordWestBahn met treinstellen van het type Talent. Sinds 11 december 2011 wordt het traject geëlektrificeerd voor een doorgaande treindienst naar Verden (Aller). De treindienst wordt uitgevoerd met treinstellen van het type Alstom Coradia Continental.

### S-Bahn van Bremen
Op het traject rijdt de S-Bahn van Bremen de volgende route:
| Serie | Treinsoort                  | Route                                                                | Bijzonderheden                            |
| ----- | --------------------------- | -------------------------------------------------------------------- | ----------------------------------------- |
| RS1   | Regio-S-Bahn (NordWestBahn) | Bremen-Farge – Bremen-Vegesack – Bremen Hbf – Achim – Verden (Aller) | Extra spitsritten tussen Vegesack en Hbf. |

## Aansluitingen
In de volgende plaatsen was of is er een aansluiting van de volgende spoorwegmaatschappijen:

### Bremen-Farge
- Niederweserbahn spoorlijn tussen Bremen-Farge en Bremerhaven-Wulsdorf Süd

### Bremen-Vegesack
- Spoorlijn Bremen-Vegesack - Bremen spoorlijn tussen Bremen-Vegesack en Bremen

## Elektrische tractie
Het traject werd in 2011 geëlektrificeerd met een spanning van 15.000 volt 16 2/3 Hz wisselstroom.